# Campeonato de Portugal
Het Campeonato de Portugal is sinds het seizoen 2021/22 het vierde niveau van het voetbal van Portugal.

## Geschiedenis
Als Segunda Divisão was het tot het seizoen 1990-1991 het tweede niveau waarna de Liga de Honra ingesteld werd. De competitie bestond uit drie regionale groepen van 16 teams. Via een play-off promoveerden twee teams. De onderste vier of vijf teams van iedere groep degradeerden naar de Terceira Divisão.
Na het seizoen 2012/13 werd de competitie geherstructureerd en werd het aantal teams in de Segunda Liga (voorheen Liga de Honra) uitgebreid en werden de Segunda Divisão en Terceira Divisão samengevoegd tot het Campeonato Nacional de Seniores. Hierin werd in acht regionale poules gespeeld waarna een play-off volgt voor zowel promotie naar de Segunda Liga als degradatie naar het Campeonato Distrital (districtskampioenschappen). Het Campeonato Nacional de Seniores is het enige amateurniveau dat door de Federação Portuguesa de Futebol georganiseerd wordt. Op 22 oktober 2015 werd de competitie hernoemd in Campeonato de Portugal.
Na het seizoen 2021/21 werd de nieuwe Liga 3 ingevoerd. De sterkste 22 teams uit de Campeonato de Portugal promoveerden naar deze nieuwe Liga. Het Campeonato de Portugal bleef wel bestaan maar is vanaf het seizoen 2021/22 het vierde niveau van de Portugese voetbalcompetitie. Er spelen 56 clubs verdeeld over 4 gelijke poules van 14 clubs.

## Historisch overzicht
In onderstaand overzicht staat het aantal behaalde titels in deze divisie achter haakjes.
| Seizoen                         | Kampioen                           | Runner-up                   |                             |                             |                             |
| Segunda Liga (Experimental)     | Segunda Liga (Experimental)        | Segunda Liga (Experimental) | Segunda Liga (Experimental) | Segunda Liga (Experimental) | Segunda Liga (Experimental) |
| ------------------------------- | ---------------------------------- | --------------------------- | --------------------------- | --------------------------- | --------------------------- |
| 1934–35                         | Carcavelinhos                      | Boavista                    |                             |                             |                             |
| 1935–36                         | Olhanense                          | Salgueiros                  |                             |                             |                             |
| 1936–37                         | Boavista                           | União de Lisboa             |                             |                             |                             |
| 1937–38                         | Leixões                            | União de Lisboa             |                             |                             |                             |
| Segunda Divisão                 |                                    |                             |                             |                             |                             |
| 1938–39                         | Carcavelinhos (2)                  | Sporting da Covilhã         |                             |                             |                             |
| 1939–40                         | Farense                            | Boavista                    |                             |                             |                             |
| 1940–41                         | Olhanense (2)                      | Leça                        |                             |                             |                             |
| 1941–42                         | Estoril-Praia                      | Leixões                     |                             |                             |                             |
| 1942–43                         | Barreirense                        | Sanjoanense                 |                             |                             |                             |
| 1943–44                         | Estoril-Praia (2)                  | Vila Real                   |                             |                             |                             |
| 1944–45                         | Atlético CP                        | CUF Lisboa                  |                             |                             |                             |
| 1945–46                         | Estoril-Praia (3)                  | Famalicão                   |                             |                             |                             |
| 1946–47                         | Braga                              | Lusitano VRSA               |                             |                             |                             |
| 1947–48                         | Sporting da Covilhã                | Barreirense                 |                             |                             |                             |
| 1948–49                         | Académica Coimbra                  | Portimonense                |                             |                             |                             |
| 1949–50                         | Boavista (2)                       | Oriental                    |                             |                             |                             |
| 1950–51                         | Barreirense (2)                    | Salgueiros                  |                             |                             |                             |
| 1951–52                         | Lusitano de Évora                  | Vitória de Setúbal          |                             |                             |                             |
| 1952–53                         | Oriental                           | Torreense                   |                             |                             |                             |
| 1953–54                         | CUF Barreiro                       | Torreense                   |                             |                             |                             |
| 1954–55                         | Torreense                          | Caldas                      |                             |                             |                             |
| 1955–56                         | Oriental (2)                       | Vitória de Guimarães        |                             |                             |                             |
| 1956–57                         | Salgueiros                         | Braga                       |                             |                             |                             |
| 1957–58                         | Sporting da Covilhã (2)            | Vitória de Guimarães        |                             |                             |                             |
| 1958–59                         | Atlético CP (2)                    | Leixões                     |                             |                             |                             |
| 1959–60                         | Barreirense (3)                    | Salgueiros                  |                             |                             |                             |
| 1960–61                         | Beira-Mar                          | Olhanense                   |                             |                             |                             |
| 1961–62                         | Barreirense (4)                    | Feirense                    |                             |                             |                             |
| 1962–63                         | Varzim                             | Seixal                      |                             |                             |                             |
| 1963–64                         | Braga (2)                          | Torreense                   |                             |                             |                             |
| 1964–65                         | Beira-Mar (2)                      | Barreirense                 |                             |                             |                             |
| 1965–66                         | Sanjoanense                        | Atlético CP                 |                             |                             |                             |
| 1966–67                         | Barreirense (5)                    | Tirsense                    |                             |                             |                             |
| 1967–68                         | Atlético CP (3)                    | União de Tomar              |                             |                             |                             |
| 1968–69                         | Barreirense (6)                    | Boavista                    |                             |                             |                             |
| 1969–70                         | Tirsense                           | Farense                     |                             |                             |                             |
| 1970–71                         | Beira-Mar (3)                      | Atlético CP                 |                             |                             |                             |
| 1971–72                         | União de Coimbra                   | Montijo                     |                             |                             |                             |
| 1972–73                         | Académica Coimbra (2)              | Olhanense                   |                             |                             |                             |
| 1973–74                         | União de Tomar                     | Sporting de Espinho         |                             |                             |                             |
| 1974–75                         | Estoril-Praia (4)                  | Braga                       |                             |                             |                             |
| 1975–76                         | Varzim (2)                         | Portimonense                |                             |                             |                             |
| 1976–77                         | Marítimo                           | Feirense                    |                             |                             |                             |
| 1977–78                         | Famalicão                          | Barreirense                 |                             |                             |                             |
| 1978–79                         | Portimonense                       | Sporting de Espinho         |                             |                             |                             |
| 1979–80                         | Amora                              | Académica Coimbra           |                             |                             |                             |
| 1980–81                         | União de Leiria                    | Estoril-Praia               |                             |                             |                             |
| 1981–82                         | Marítimo (2)                       | Varzim                      |                             |                             |                             |
| 1982–83                         | Farense (2)                        | Águeda                      |                             |                             |                             |
| 1983–84                         | Belenenses                         | Vizela                      |                             |                             |                             |
| 1984–85                         | Desportivo das Aves                | Sporting da Covilhã         |                             |                             |                             |
| 1985–86                         | Rio Ave                            | Farense                     |                             |                             |                             |
| 1986–87                         | Sporting da Covilhã (3)            | Vitória de Setúbal          |                             |                             |                             |
| 1987–88                         | Famalicão (2)                      | Académico de Viseu          |                             |                             |                             |
| 1988–89                         | União da Madeira                   | Tirsense                    |                             |                             |                             |
| 1989–90                         | Salgueiros (2)                     | Gil Vicente                 |                             |                             |                             |
| Segunda Divisão B               |                                    |                             |                             |                             |                             |
| 1990–91                         | Ovarense                           | Rio Ave                     |                             |                             |                             |
| 1991–92                         | Campomaiorense                     | Felgueiras                  |                             |                             |                             |
| 1992–93                         | Leça                               | Portimonense                |                             |                             |                             |
| 1993–94                         | Amora (2)                          | Feirense                    |                             |                             |                             |
| 1994–95                         | Moreirense                         | Alverca                     |                             |                             |                             |
| 1995–96                         | Varzim (3)                         | Sporting da Covilhã         |                             |                             |                             |
| 1996–97                         | Maia                               | Torreense                   |                             |                             |                             |
| 1997–98                         | Santa Clara                        | Esposende                   |                             |                             |                             |
| 1998–99                         | Freamunde                          | Sporting da Covilhã         |                             |                             |                             |
| 1999–00                         | Marco – Noord                      | Famalicão                   |                             |                             |                             |
| 1999–00                         | Ovarense – Centraal (2)            | Vilafranquense              |                             |                             |                             |
| 1999–00                         | Nacional – Zuid                    | Portimonense                |                             |                             |                             |
| 2000–01                         | Moreirense – Noord (2)             | Famalicão                   |                             |                             |                             |
| 2000–01                         | Oliveirense – Centraal             | Sporing da Covilhã          |                             |                             |                             |
| 2000–01                         | Portimonense – Zuid (2)            | União da Madeira            |                             |                             |                             |
| 2001–02                         | Marco – Noord (2)                  | Leixões                     |                             |                             |                             |
| 2001–02                         | Sporting da Covilhã – Centraal (4) | Sporting Pombal             |                             |                             |                             |
| 2001–02                         | União da Madeira – Zuid (2)        | Sporting CP B               |                             |                             |                             |
| 2002–03                         | Leixões – Noord (2)                | Lousada                     |                             |                             |                             |
| 2002–03                         | Feirense – Centraal                | Estrela de Portalegre       |                             |                             |                             |
| 2002–03                         | Estoril-Praia – Zuid (5)           | Mafra                       |                             |                             |                             |
| 2003–04                         | Gondomar – Noord                   | Dragões Sandinenses         |                             |                             |                             |
| 2003–04                         | Sporting de Espinho – Centraal     | Torreense                   |                             |                             |                             |
| 2003–04                         | Olhanense – Zuid (3)               | Barreirense                 |                             |                             |                             |
| 2004–05                         | Vizela – Noord                     | Dragões Sandinenses         |                             |                             |                             |
| 2004–05                         | Sporting da Covilhã – Centraal (5) | Mafra                       |                             |                             |                             |
| 2004–05                         | Barreirense – Zuid (7)             | Pinhalnovense               |                             |                             |                             |
| 2005–06                         | Olivais e Moscavide                | Trofense                    |                             |                             |                             |
| 2006–07                         | Freamunde (2)                      | Fátima                      |                             |                             |                             |
| 2007–08                         | Oliveirense (2)                    | Sporting da Covilhã         |                             |                             |                             |
| 2008–09                         | Fátima                             | Desportivo de Chaves        |                             |                             |                             |
| 2009–10                         | Arouca                             | Moreirense                  |                             |                             |                             |
| 2010–11                         | União da Madeira                   | Atlético CP                 |                             |                             |                             |
| 2011–12                         | Varzim SC                          | CD Tondela                  |                             |                             |                             |
| 2012–13                         | Desportivo de Chaves               | SC Farense                  |                             |                             |                             |
| Campeonato Nacional de Seniores |                                    |                             |                             |                             |                             |
| 2013–14                         | Freamunde                          | Oriental                    |                             |                             |                             |
| 2014–15                         | Mafra                              | Famalicão                   |                             |                             |                             |
| 2015–16                         | Cova Piedade                       | Vizela                      |                             |                             |                             |
| 2016–17                         | Real Sport Clube                   | Oliveirense                 |                             |                             |                             |
| 2017–18                         | Mafra                              | Farense                     |                             |                             |                             |
| 2018–19                         | Casa Pia                           | Vilafranquense              |                             |                             |                             |
| 2019-20                         | FC Vizela / FC Arouca              | [ 2 ]                       |                             |                             |                             |
| 2020–21                         | CD Trofense                        | CF Estrela da Amadora       |                             |                             |                             |
| Campeonato de Portugal          |                                    |                             |                             |                             |                             |
| 2021-22                         | USC Paredes                        | Fontinhas                   |                             |                             |                             |
| 2022-23                         | Atlético Clube de Portugal         | SC Vianense                 |                             |                             |                             |
| 2023-24                         | Amarante FC                        | Vitória FC                  |                             |                             |                             |
| 2024-25                         | Lusitano GC                        | Vitória de Guimaraes B      |                             |                             |                             |

Portugese voetbalbond · Portugees voetbalelftal (mannen) · Portugees voetbalelftal (vrouwen)
Mannen
Primeira Liga · Liga Portugal 2 · Liga 3 · Campeonato de Portugal · Campeonatos distritais
Portugese voetbalbeker · Supercup
 Vrouwen
Campeonato Nacional Feminino · Campeonato Nacional de Promoção Feminino